# 모리오카 히로유키
모리오카 히로유키(森岡浩之, 1962년 3월 2일- )는 일본의 소설가, SF 작가이다. 효고현 출신이며 교토부립대학 문학부를 졸업했다.
샐러리맨 생활을 거쳐, 1992년 '꿈나무가 닿을 수 있다면'(夢の樹が接げたなら)로 작가 데뷔. 1996년에 성계의 문장(星界の紋章)을 발표했다. 이 작품으로 1997년에 세이운 상(星雲賞)을 수상했다. 속편 격인 성계의 전기(星界の戦旗, 외전격인 성계의 단장(星界の断章)을 현재 집필 중이다. 영화 다치쿠이시 열전(立喰師列伝)에 출연한 적이 있다.
대학시절부터 언어에 관심을 가져, '꿈나무가 닿을 수 있다면'에서 인공언어를 시도하여, 성계 시리즈에서는 체계적인 인공언어인 '아브어'를 만들어냈다.
대한민국에서는 '은하전기'라는 이름으로 성계의 문장과 성계의 전기 일부가 번역되어 출간되었다. 2010년, 대원씨아이에서 '성계의 문장'이라는 이름으로 번역하여 출간 중이다.

## 수상 경력
- 1993년 - '스파이스'로 제5회 SF매거진 독자상 (일본부문) 수상.
- 1997년 - '성계의 문장'으로 제28회 세이운 상 (일본장편부문) 수상.

## 작품 목록

### 성계 시리즈
- 성계의 문장(星界の紋章)
  - 성계의 문장 1 - 제국의 공주 (星界の紋章I 帝国の王女) (1996, 하야카와(ハヤカワ)문고 JA 547, ISBN 4-15-030547-1)
    - 은하전기 1 - 제국의 공주 (2000, 이야기, ISBN 89-88888-48-0)
    - 성계의 문장 1 - 제국의 왕녀 (2010, 대원씨아이, ISBN 978-89-252-6291-8)

  - 성계의 문장 2 - 자그마한 싸움 (星界の紋章II ささやかな戦い) (1996, 하야카와 문고 JA 552, ISBN 4-15-030552-8)
    - 은하전기 2 - 작은 전쟁 (2000, 이야기, ISBN 89-88888-49-9)
    - 성계의 문장 2 - 작은 싸움 (2010, 대원씨아이, ISBN 978-89-252-6414-1)

  - 성계의 문장 3 - 낯선 고향으로의 귀환 (星界の紋章III 異郷への帰還) (1996, 하야카와 문고 JA 555,ISBN 4-15-030555-2)
    - 은하전기 3 - 제국으로의 귀환 (2000, 이야기, ISBN 89-88888-50-2)

- 성계의 전기(星界の戦旗)
  - 성계의 전기 1 - 인연의 모양새 (星界の戦旗I 絆のかたち) (1996, ,하야카와 문고 JA 573, ISBN 4-15-030573-0)
    - 은하전기 4 - 인연 (2000, 이야기, ISBN 89-88888-51-0)

  - 성계의 전기 2 - 지켜야 할 것 (星界の戦旗II 守るべきもの) (1998, 하야카와 문고 JA 603, ISBN 4-15-030603-6)
    - 은하전기 5 - 지켜야 할 것 (2000, 이야기, ISBN 89-88888-52-9)

  - 성계의 전기 3 - 가족의 식탁 (星界の戦旗III 家族の食卓) (2001, 하야카와 문고 JA 660, ISBN 4-15-030660-5)
  - 성계의 전기 4 - 삐꺽이는 시공 (星界の戦旗IV 軋む時空) (2004, 하야카와 문고 JA 774, ISBN 4-15-030774-1)

- 성계의 단장(星界の断章)
  - 성계의 단장 1(星界の断章I) (2006, ISBN 4-15-030802-0)
  - 성계의 단장 2(星界の断章II) (2007, ISBN 4-15-030880-2)

### 빛과 불꽃의 전기 시리즈
- 달과 불꽃의 전기 (月と炎の戦記) (2000)
- 달과 어둠의 전기 1 (月と闇の戦記一) - 퇴마사는 벼랑끝에 (退魔師はがけっぷち) (2003)
- 달과 어둠의 전기 2 (月と闇の戦記二) - 두각을 나타낸 수호자(守護者はぶっちぎり) (2003)
- 달과 어둠의 전기 3 (月と闇の戦記三) - 신은 모르는 척(神様はしらんぷり) (2003)

### 그 밖의 작품
- 기계놈들의 광야(機械どもの荒野) - 메탈덤 (1997)
- 꿈나무가 닿을 수 있다면(夢の樹が接げたなら) - 단편소설집 (1992)
- 상냥한 연옥(優しい煉獄) (2005)